# Botkuny (stacja kolejowa)
Botkuny – nieczynna stacja kolejowa w Botkunach, w gminie Gołdap, w województwie warmińsko-mazurskim, w Polsce.